# Pere Rosselló Bover
|  | Pere Rosselló redirigeix aquí. Per al pedagog català, vegeu Pere Rosselló i Blanch. |

Pere Rosselló Bover (Palma, 1956) és poeta, narrador i crític literari. Es llicencià en Filosofia i Lletres (1978) i es doctorà en Filologia Catalana amb una tesi sobre L'obra de Salvador Galmés i Sanxo (1986).
Fou professor d'institut i actualment és catedràtic de Llengua i Literatura Catalanes a la Universitat de les Illes Balears.
És autor d'una extensa obra crítica, que inclou l'edició de l'obra completa de Miquel Àngel Riera i diversos volums de la Biblioteca d'Escriptors Mallorquins. Dirigeix l'edició de les Obres Completes de Gabriel Alomar i de les Obres Completes de Miquel dels Sants Oliver. Ha tengut cura de l'edició de les Obres Completes de Salvador Galmés i Sanxo, així com d'obres de Rafel Ginard Bauçà, Miquel Forteza, Bartomeu Rosselló-Pòrcel, Baltasar Coll, Miquel Àngel Riera, Josep M. Llompart, etc. També ha elaborat diverses antologies de poesia catalana i de contes d'autors balears, que han estat traduïdes a diversos idiomes (castellà, anglès, francès, gallec, romanès i neerlandès).
Ha estudiat l'obra d'autors com Llorenç Villalonga, Bartomeu Fiol, Baltasar Porcel, Antoni Vidal Ferrando, etc.
La seva obra de creació s'ha centrat en la poesia i en la narrativa infantil.

## Obra

### Poesia
- Antologia (1978)
- Aplec de distàncies (1981, Premi Ciutat de Palma 1977)
- Llibre de la selva i altres poemes (1983)
- L'hort de la lluna (1988)
- El temps llençat al pou (Premi Bernat Vidal i Tomàs 2004)
- Illa Crucis (2014)

### Narrativa

#### Infantil
- Les aventures d'en Tres i mig (1989, Premi Guillem Cifre de Colonya 1988)
- El fantasma del País del Vent (1992)
- Memòries d'una planta (2006)
- La vaca sàvia i altres contes en vers (2006)

#### Novel·la breu
- L'infern de l'illa (2002)

Estudis literaris
- L'escriptura de l'home. Introducció a l'obra literària de Miquel A. Riera (1982).
- L'obra de Salvador Galmés i Sanxo (1976-1951) (1988).
- «Bearn o la sala de les nines», de Llorenç Villalonga (1993).
- Els moviments literaris a les Balears (1997).
- La literatura a Mallorca durant el franquisme (1936-1975) (1998).
- Els camins de la cançó: Vida i obra del P. Rafel Ginard i Bauçà (1999).
- Bartomeu Rosselló-Pòrcel: A la llum (en col·laboració amb Xavier Abraham) (1999).
- Els paradisos perduts de Llorenç Villalonga (2001).
- La cultura a Mallorca (1936-2003) (2004).
- Aproximacions i semblances (2005).
- Contra la destrucció imparable: aproximació a l’última narrativa de Miquel Àngel Riera (2006).
- La narrativa i la prosa a Mallorca a l’inici del segle XX (2006).
- Aspectes de Bartomeu Rosselló-Pòrcel (2014).
- Ramon Llull en la literatura contemporània (2016).
- Sobre viatges i memòries. Llorenç Villalonga i altres escriptors (2021).